# Ondina (sommergibile)
L’Ondina è stato un sommergibile della Regia Marina.

## Storia
Una volta in servizio fu dislocato a Brindisi, inquadrato nella X Squadriglia Sommergibili.
Fu impiegato in Mediterraneo in attività addestrativa, svolgendo vari viaggi di addestramento.
Partecipò alla guerra di Spagna con una singola missione che durò 17 giorni, durante la quale non avvistò navi sospette.
Fu poi temporaneamente trasferito a Tobruk, facendo comunque ritorno a Brindisi prima dell'ingresso dell'Italia nel secondo conflitto mondiale.
Il 27 giugno 1940 il sommergibile lasciò la base pugliese al comando del tenente di vascello Vincenzo D'Amato per la sua prima missione di guerra, da svolgersi al largo di Creta. Il 1º luglio, di sera, ascoltò all'idrofono rumori di macchine a vapore e difatti, venuto a galla, individuò due piroscafi che procedevano a grande velocità e a notevole distanza (rendendo perciò impossibile l'uso dei siluri): si mise al loro inseguimento e li cannoneggiò, ma dovette interrompere l'azione per via del mare mosso (che rendeva quasi impossibile mirare con precisione) e della superiore velocità dei due mercantili, che non permetteva di avvicinarsi.
Tra novembre 1940 e gennaio 1941 operò in funzione difensiva (antisommergibile) nel golfo di Taranto, non riportando alcun avvistamento di unità nemiche.
Successivamente ne assunse il comando il tenente di vascello Corrado Dal Pozzo.
Nel giugno 1941 gli inglesi attaccarono la Siria (sotto il controllo della Francia di Vichy) e Maricosom (il comando dei sommergibili della Regia Marina), pensando che una conseguenza di ciò sarebbe stata una notevole presenza di navi britanniche o di nazioni alleate nel Mediterraneo orientale, vi inviò alcuni sommergibili: tra questi l’Ondina, che partì il 17 giugno diretto in una zona compresa tra Cipro ed Alessandria d'Egitto. Il 20 giugno, verso le otto di sera, il sommergibile avvistò il piroscafo turco Refah (3805 tsl), diretto a Cipro, che non presentava i contrassegni di neutralità: il comandante Dal Pozzo pensò dunque che stesse navigando per conto degli Alleati e – alle 21:33 – gli lanciò tre siluri da 1000 metri: le armi colpirono a centro nave, provocando l'esplosione delle caldaie e l'affondamento del piroscafo.
Verso le due del pomeriggio dell'11 luglio 1942, al comando del tenente di vascello Gabriele Andolfi, individuò due cacciasommergibili al largo di Beirut, s'immerse e si portò all'attacco. In realtà gli ecogoniometri delle due navi – che erano le unità britanniche Maid e Walrus – avevano già rilevato la presenza dell’Ondina e iniziarono a bombardarlo con cariche di profondità. Dopo una violenta caccia protrattasi per oltre due ore, alle 16:35 il sommergibile, gravemente danneggiato, venne a galla e fu subito cannoneggiato dalle navi avversarie (nel frattempo al Maid ed al Walrus si erano aggiunte altre due unità) e colpito con bombe da un velivolo, con lo scoppio delle riservette di munizioni e la morte di alcuni uomini; l'equipaggio avviò quindi le manovre di autoaffondamento e abbandonò l'unità, che s'inabissò poco dopo.
Nel combattimento persero la vita un ufficiale, due sottufficiali, due sottocapi ed un marinaio, mentre il resto dell'equipaggio fu fatto prigioniero dalle due unità inglesi.
In tutto l’Ondina aveva svolto 15 missioni offensivo-esplorative e 6 di trasferimento, navigando per totali 11 556 miglia in superficie e 2861 in immersione.